# Poziomowskaz

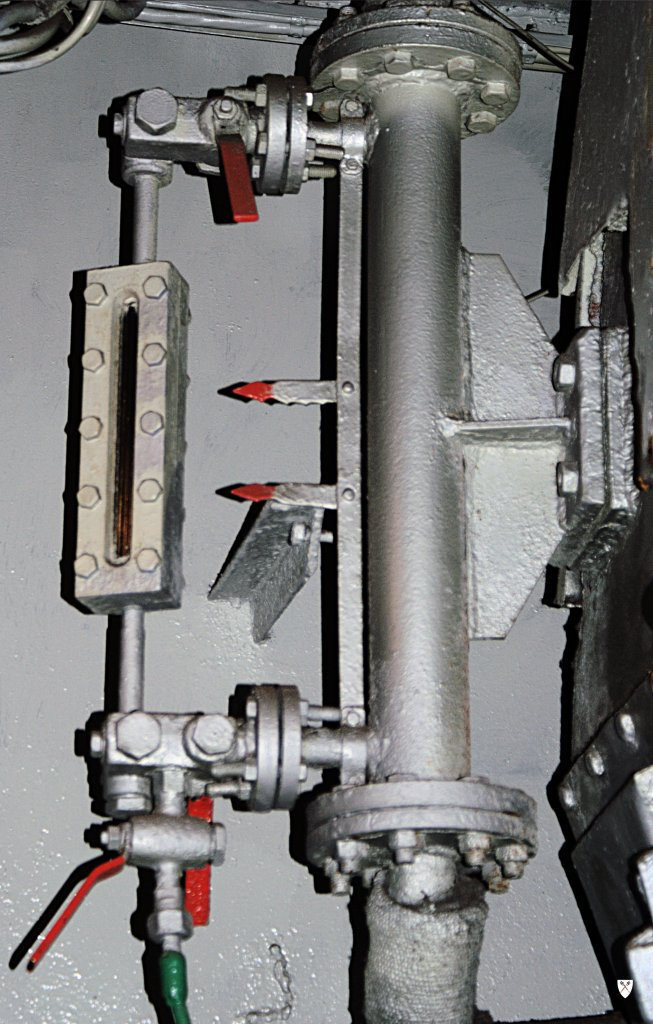
Wodowskaz kotła parowego statku "SS Sołdek".

Poziomowskaz – urządzenie pomiarowe przeznaczone do ciągłego pomiaru lub monitorowania poziomu cieczy lub materiałów sypkich. Spotykanych jest kilkadziesiąt typów rozwiązań poziomowskazów wykorzystujących wiele zjawisk fizycznych jako zasadę działania. Najpopularniejsze metody pomiaru lub sygnalizacji poziomu to:
- Hydrostatyczna - pomiar ciśnienia hydrostatycznego słupa cieczy
- Radarowa - pomiar czasu przelotu fali elektromagnetycznej
- Ultradźwiękowa - pomiar czasu przelotu fali ultradźwiękowej
- Izotopowa - pomiar pochłaniania promieniowania jonizującego
- Pojemnościowa - pomiar pojemności elektrycznej
- Przewodnościowa - pomiar impedancji elektrycznej
- Magnetostrykcyjna - efekt Halla
- Sondująca - serwomechanizmy nadążne lub pomiar długości taśmy pomiarowej
- Wibracyjna - pomiar tłumienia częstotliwości drgań widełek sondujących
- Wirnikowa - tłumienie ruchu łopatek wirnika
- Optyczna - odczyt wzrokowy, poziomowskazy szklane
- Pływakowa - wypór elementu pływającego (pływaka) aktywującego dźwignię mechaniczną lub styk elektryczny
- Nurnikowa - pomiar siły wyporu nurnika

## Płyn w zbiornikach
Proste poziomowskazy znajdujące się w zbiornikach mogą być wykonane z plastiku lub ze szkła. Zazwyczaj biegną one od dna aż do szczytu zbiornika. Poziom płynu w rurce jest zawsze taki sam, jak poziom płynu w zbiorniku. W nowoczesnych zbiornikach poziomowskazy nie są już używane.

## Bojlery parowe
Jeśli płyn znajdujący się w bojlerze jest uznany za niebezpieczny lub znajduje się pod ciśnieniem, muszą zostać poczynione odpowiednie przygotowania. W przypadku bojlera ciśnienie wody i pary równoważą się, więc jakakolwiek zmiana poziomu wody będzie widoczna na poziomowskazie. Przezroczysta rurka szklana jest zazwyczaj zatopiona w metalu lub wzmocnionym szkle, aby zapobiec uszkodzeniom. Tylna płyta urządzenia jest zazwyczaj wzorzysta; ma to na celu ułatwienie odczytu pomiaru. W lokomotywach parowych, gdzie woda w bojlerach jest pod bardzo wysokim ciśnieniem, rurka jest zazwyczaj wykonana z metalu lub wzmocnionego szkła. Jest to bardzo ważne, gdyż woda musi być utrzymana w określonej temperaturze; w przeciwnym razie może dojść do uszkodzenia poziomowskazu i katastrofy.
Szkło pomiarowe znajdujące się na bojlerze musi przechodzić okresowe kontrole; w razie jakichkolwiek uszkodzeń musi zostać natychmiast wymienione.